# Аристархов, Александр Алексеевич
Алекса́ндр Алексе́евич Ариста́рхов (партийный псевдоним Андрей, другие: Осетров, Волгин, Багров, 5 июня (14 августа) 1875 — 22 февраля 1947) — российский революционер, большевик.

## Биография
Родился 5 июня (14 августа) 1875 года в Харькове, в семье военнослужащего. Учился в Московском Императорском училище. В 1901 году за участие в революционных выступлениях был подвергнут тюремному заключению, отчислен из училища, а затем выслан из Москвы в Курск. После создания в 1903 году Курской большевистской организации назначается её председателем.
Являлся делегатом от курских большевиков с решающим голосом на III съезде съезде РСДРП. Также принимал участие в IV и V съездах РСДРП.
В 1909 году освобождён от занимаемой должности (председателя Курской большевистской организации), затем отошёл от большевизма. После Февральской революции входил в состав Курского Комитета спасения и губернского совета депутатов. С января 1918 года — во главе коммунальной секции совета. С мая 1918 года — выборный городской голова города Курска. В июне 1918 года вновь принят в ряды РКП(б). В 1919 году покидает Курск. После работал в различных городах СССР: Самаре, Архангельске, Тамбове, Москве. С 1931 года — директор Московского текстильного техникума, в 1934—1935 годах — заместитель директора фабрики имени Щербакова.
Умер 22 февраля 1947 года в Москве.